# Swerdlowe
Swerdlowe (ukrainisch Свердлове – ukrainisch offiziell seit dem 12. Mai 2016 Cholodne/Холодне; russisch Свердлово/Swerdlowo) ist eine Siedlung städtischen Typs im Osten der Ukraine in der Oblast Donezk mit etwa 3200 Einwohnern.

## Geographie
Die Siedlung städtischen Typs liegt im Donezbecken, etwa 15 Kilometer östlich des Oblastzentrums Donezk und sieben Kilometer östlich des Stadtzentrums von Makijiwka, zu dessen Stadtkreis sie zählt.
Der Ort gehört zur Siedlungsratsgemeinde von Proletarske (3 Kilometer südöstlich gelegen), welche verwaltungstechnisch dem Stadtrajon Hirnyz innerhalb von Makijiwka zugeordnet ist.

## Geschichte
Der Ort entstand im Zuge des Kohlebergbaus in der Region, trug zunächst den Namen Cholodna Balka (Холодна Балка) und wurde später in Swerdlowe (nach dem sowjetrussischen Politiker, Revolutionär und Bolschewiki Jakow Swerdlow) umbenannt. 1964 bekam Swerdlowe den Status einer Siedlung städtischen Typs, seit Sommer 2014 ist der Ort im Verlauf des Ukrainekrieges durch Separatisten der Volksrepublik Donezk besetzt.